# Bronisław Gruziewicz
Bronisław Iwanowicz Gruziewicz (ros. Бронислав Иванович Грузевич, ur. 7 marca 1934 w Akmolińsku, zm. 15 marca 2009 w Symferopolu) – radziecki pilot doświadczalny, pułkownik lotnictwa, Bohater Związku Radzieckiego (1985).

## Życiorys
Urodził się w rodzinie zruszczonych Polaków (dokumenty określały jego narodowość jako rosyjską). Dzieciństwo i młodość spędził w Symferopolu, gdzie 1949-1950 szkolił się w aeroklubie. W 1953 ukończył szkołę wojskowych sił powietrznych w Charkowie i rozpoczął służbę w Armii Radzieckiej, w 1954 ukończył wojskową szkołę lotniczą w Krzemieńczuku, a w 1957 Armawirską Wojskową Wyższą Szkołę Lotniczą Pilotów Obrony Powietrznej i został skierowany do służby w obronie przeciwlotniczej na Zakaukaziu. Od 1965 do 1986 był pilotem doświadczalnym Państwowego Naukowo-Badawczego Instytutu Wojskowych Sił Powietrznych, testując modele samolotów. Przeprowadzał testy m.in. MiG-a-31, MiG-a-21, MiG-a-25, MiG-a-27, MiG-a-29, Su-27 i innych. W sierpniu 1986 w stopniu pułkownika został zwolniony do rezerwy (awansowany na ten stopień w 1975). Mieszkał w Achtubinsku, a od 1986 w Symferopolu. 18 sierpnia 1977 otrzymał tytuł Zasłużonego Pilota Doświadczalnego ZSRR.

## Odznaczenia
- Złota Gwiazda Bohatera Związku Radzieckiego (21 lutego 1985)
- Order Lenina (21 lutego 1985)
- Order Czerwonego Sztandaru (3 kwietnia 1975)
- Order Czerwonej Gwiazdy (23 lipca 1981)

I medale.